# Darmstadt Tennis International
Darmstadt Tennis International, är en årlig tennisturnering på damernas ITF-tour i Darmstadt, Tyskland. Den spelas under juli månad utomhus på grusbana.

## Vinnare

### Damsingel
| År   | Segrare            | Finalist         | Resultat      |
| ---- | ------------------ | ---------------- | ------------- |
| 2004 | Magda Mihalache    | Åsa Svensson     | 6–1, 3-6, 7-5 |
| 2005 | Vanessa Henke      | Eva Fislova      | 7-6(4), 6-1   |
| 2006 | Monica Niculescu   | Magda Mihalache  | 6–0, 6–1      |
| 2007 | Stephanie Gehrlein | Julia Görges     | 6-0, 7-5      |
| 2008 | Jelena Dokic       | Michelle Gerards | 6-0, 6-0      |